# Cardiopetalum plicatum
Cardiopetalum plicatum là loài thực vật có hoa thuộc họ Na. Loài này được Nancy A. Murray mô tả khoa học đầu tiên năm 1995.

## Phân bố
Loài này có tại bắc Brasil (Amazonas).